# 가이드 넘버

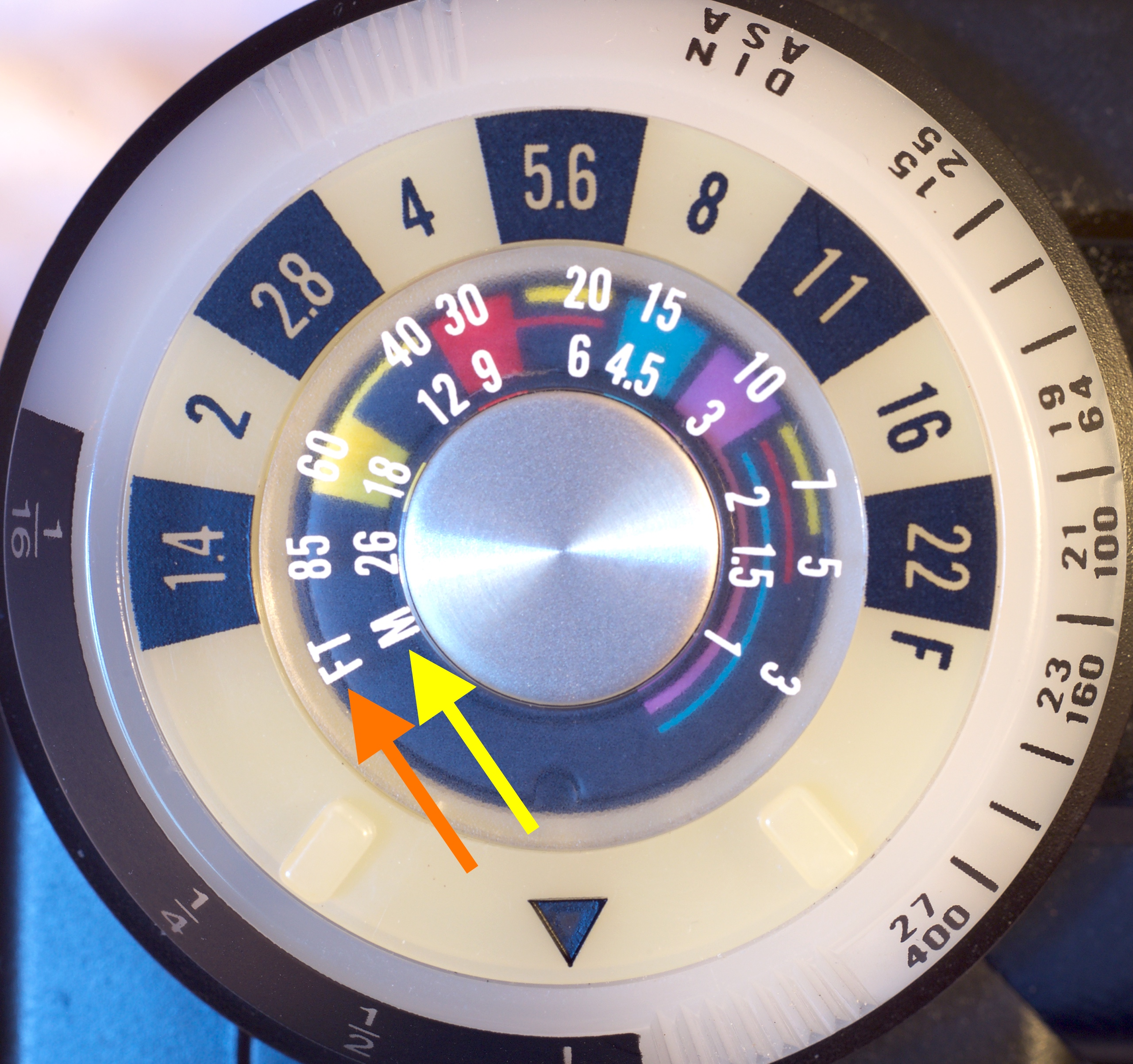
이 플래시 기기의 노출량을 계산하는 다이얼에 표시된 모든 f-1-stop과 거리의 조합에 대해 각각의 동일한 가이드 넘버가 표시된다. 여기서 가이드 넘버(전체 전력 설정, ISO 100, 정상 각도 범위)는 미터 단위로 계산할 경우 37(노란색), 피트 단위로 계산할 경우 120이다(주황색). 예를 들어, 풋 스케일에서는 × 15 ft와 × 7.5 ft가 동일한 × 30 ft = 120이다. 미터 단위에서는 × 1.7 m와 마찬가지로 × 26 m = 37이다.

플래시 장치의 가이드 넘버(guide number, GN)는 플래시 노출을 설정할 때 사진가들이 플래시-사물 거리에 대한 필수적인 f-stop을 계산하거나 주어진 f-stop의 거리를 계산하기 위해 사용할 수 있는 기준이다. 이 두 변수 중 하나를 해결하기 위해 장치의 가이드 넘버를 다른 쪽과 나누게 된다.
가이드 넘버는 여러 변수의 영향을 받지만 값은 다음과 같이 두 요인의 결과물로서 표현된다:
가이드 넘버 = f-number × 거리

## 같이 보기
- 노출 (사진술)
- 플래시 (사진술)
- 플래시의 동조 연결
- 섬광관